# Leucophora tavastica
Leucophora tavastica este o specie de muște din genul Leucophora, familia Anthomyiidae. A fost descrisă pentru prima dată de Tiensuu în anul 1939. Conform Catalogue of Life specia Leucophora tavastica nu are subspecii cunoscute.